# 8294 Takayuki
8294 Takayuki este un asteroid din centura principală de asteroizi.

## Descriere
8294 Takayuki este un asteroid din centura principală de asteroizi. A fost descoperit pe 26 octombrie 1992 la Kitami de Kin Endate și Kazuro Watanabe. Asteroidul prezintă o orbită caracterizată de o semiaxă mare de 3,02 ua, o excentricitate de 0,07 și o înclinație de 9,1° în raport cu ecliptica.